# Marvel Boy
Marvel Boy est le surnom de plusieurs superhéros de comics, dont les aventures ont été publiées par Marvel Comics (anciennement Timely Comics puis Atlas Comics) à partir de 1940.
Deux séries de comics intitulées Marvel Boy, consacrées à ces personnages, ont été publiées par Marvel Comics depuis 1950 :
- Marvel Boy nos 1-2, décembre 1950 - février 1951, rebaptisée Astonishing à partir du numéro 3. Medalion Publishing Corp. / Timely Comics / Atlas Comics
- Marvel Boy, nos 1-6, 2000-2001, minisérie conçue par Grant Morrison et J.G. Jones.

## Martin Burns (1940)
Ce personnage fut créé par Joe Simon et Jack Kirby en 1940, puis par Bob Oksner en 1943. Il y eut deux versions de son histoire.
- Daring Mistery Comics # 6, juin 1940, Timely Publications / Timely Comics (10 pages)
- USA Comics # 7, mars 1943, U.S.A. Comics Corp / Timely Comics (7 pages)

Martin Burns est le nom commun de deux personnages adolescents qui, dans des circonstances différentes, acquièrent la force de Hercule et deviennent chacun Marvel Boy. Durant la nuit, ils sont visités par un être mystérieux (l'ombre) qui les informe de leur héritage et leur donne des costumes différents (respectivement bleu et jaune).

## Robert Grayson (1950)
Marvel Boy fut le seul nouveau super-héros introduit par Timely/Atlas Comics dans les années 1950. Créé par Stan Lee et dessiné initialement par Russ Heath et ensuite par Bill Everett,  le nouveau personnage ne partageait que le nom avec le personnage créé en 1940. Il est apparu dans :
- Marvel Boy # 1-2, décembre 1950 - février 1951, Medalion Publishing Corp. / Timely Comics / Atlas Comics

Le comic fut renommé en : Astonishing # 3-6, avril-octobre 1951, 20th century Comic Corporation / Atlas Comics
Ces numéros furent réimprimés par Marvel Comics dans les années 1960.
Roy Thomas raconta la mort du personnage sous le nom de The Crusader dans : Fantastic Four # 164-165, 1975.
Des histoires mettant en scène le personnage (avec d'autres personnages des années 1950) parurent plus tard dans :
- What If, vol. 1, #9 (Juin 1978);
- Avengers Forever # 4-5 (1998-2000) ;
- Marvel: The Lost Generation (Mars 2000 - Fev. 2001) # 1-12 ;
- Agents of Atlas (Oct. 2006 - Mars 2007) # 1-6.

## Wendell Vaughn / Quasar (1978)
Wendell Vaughn fut créé en 1978 par Don Glut, Roy Thomas et John Buscema dans le comic Captain America # 217 (janvier 1978). 
Wendell Vaughn trouva dans un laboratoire du S.H.I.E.L.D. les bracelets quantiques qu'avait porté Robert Grayson. En les portant, il devint un nouveau super-heros : Marvel Boy, puis Marvel Man (dans Captain America # 217), membre du S.H.I.E.L.D. Dans The Incredible Hulk #234 (avril 1979), son nom fut changé en Quasar.

## Vance Astrovik / Justice (1990)
Vance Astrovik a été créé en 1975 par Don Heck et Gerry Conway dans Giant-size Avengers #5. Il est apparu en 1990 dans les pages de : New Warriors.
Il est la version contemporaine de Vance Astro, un des gardiens de la Galaxie vivant dans le futur.
Vance est un mutant qui acquit des pouvoirs télékinétiques dans son adolescence. 
Rejeté par les Vengeurs, Marvel Boy fut recruté par Night Thrasher pour rejoindre les New Warriors, qui furent un succès des années 1990. 
Dans un mouvement inhabituel dans les comics, les histoires révélèrent que Vance, ainsi que sa mère, avaient subi les abus de son père Arnold Astrovik. Dans le #20, il tua son père après qu'il les eut sauvagement frappés. En conséquence, Vance fut envoyé en prison où il changea son nom en Justice.
Dans Justice : Four Balance #4 (1994), il donna le nom de « Marvel Boy » et son costume au mutant David Bank. Cependant, on ne vit jamais David Bank les porter dans un quelconque comic book.
Dernièrement, Justice est apparu dans la série Avengers Academy, en tant que professeur de jeunes super héros à risques.

## Noh-Varr / Protector (2000)
Le cinquième  des Marvel Boy de l'univers Marvel est un personnage alien issu de l'empire Kree : Noh-Varr. Il a été créé par Grant Morrison et J.G. Jones dans la minisérie  Marvel Boy, six numéros parus en 2000-2001.
Noh-Varr possède de nombreux points communs avec Captain Mar-Vell.  En arrivant sur terre, il devint un anti-héros à l'aspect inspiré d'après Captain Mar-Vell, mais avec des éléments de rébellion adolescente ajoutés. En 2006 il est réapparu dans la mini-série The Civil War: Young Avengers/Runaways. En 2008, il joue un rôle important dans la conclusion de l'événement Marvel Secret Invasion. Au terme de cette saga, il  prend le nom de Captain Marvel dans Dark Avengers (2009) jusqu'en 2010. Il change à nouveau de pseudonyme en 2010 lorsqu'il prend le nom de Protector.